# Ngahere
Ngahere est une localité située sur la côte ouest de l'île du Sud de Nouvelle-Zélande. 

## Situation
Elle se trouve dans le district de Grey au niveau de la région de la West Coast  sur la rive droite du fleuve Grey. 

## Population
Sa population était de 345 habitants en 2006 et 363 résidents lors du recensement de 2013 en Nouvelle-Zélande.
C’est donc une augmentation de 5,2 % ou 18 personnes depuis celui de 2006 

## Accès
Ngahere fut accessible initialement par le fleuve Grey , puis par la route State Highway 7 (en) et la ligne de chemin de fer de la ligne allant de Stillwater – Westport ou SWL (en), qui passe à travers le village.
Le chemin de fer a atteint la ville de Ngahere, le 1er août 1889, quand une extension fut construite à partir de la ville de Brunner et ce fut le terminus de la ligne jusqu’à ce qu’une section plus loin soit construite en direction de la ville d’Ahaura, qui fut ouverte le 14 février 1890. 
Le 1er août 1910, Ngahere devint une jonction du chemin de fer, quand la branche de Blackball (en) fut ouverte. Cet embranchement ferroviaire fonctionna jusqu’à ce qu’une inondation en 1966 détruise le pont, qui franchissait le fleuve Grey. 
La ligne de passagers avait cessé de fonctionner en 1967,.  
Depuis cette époque les trains de fret, transportant le charbon, assuraient l'essentiel du trafic passant à travers la ville de Ngahere.
La branche fut formellement fermée le 21 février 1966.

## Voir  aussi
- Liste des villes de Nouvelle-Zélande

## Autres lectures
- (en)  Churchman, Geoffrey B; Hurst, Tony (2001) [1990, 1991]. The Railways of New Zealand: A Journey through History (2e éd.). Transpress New Zealand.  (ISBN 0-908876-20-3).

- New Zealand Gazetteer